# 西漢姆站
韋斯咸站（英語：West Ham station）是英國國鐵、碼頭區輕便鐵路和倫敦地鐵區域線、漢默史密斯及城市線和銀禧線的轉乘站。本站的國鐵列車服務由c2c提供。本站位於倫敦軌道運輸第2及3收費區，車站由倫敦地鐵管理。
本站於1901年由倫敦、提伯利及紹森德鐵路公司啟用。1990年代，在銀禧線延線的建造工程中，本站站房得以重建及大幅擴闊。

## 車站位置
本站位於東倫敦紐漢區西部的西漢姆，出口位置在德班路（Durban Road）和莊園路（Manor Road）交界。
本站並非最接近韋斯咸足球會前主場厄普頓公園球場的車站，最接近的是本站以東的厄普頓公園站。該球場已於2016年關閉，韋斯咸足球會主場亦已搬遷至鄰近哈克尼維克站、斯特拉特福國際車站和斯特拉福德站的倫敦體育場。倫敦體育場亦不接近本站。

## 歷史

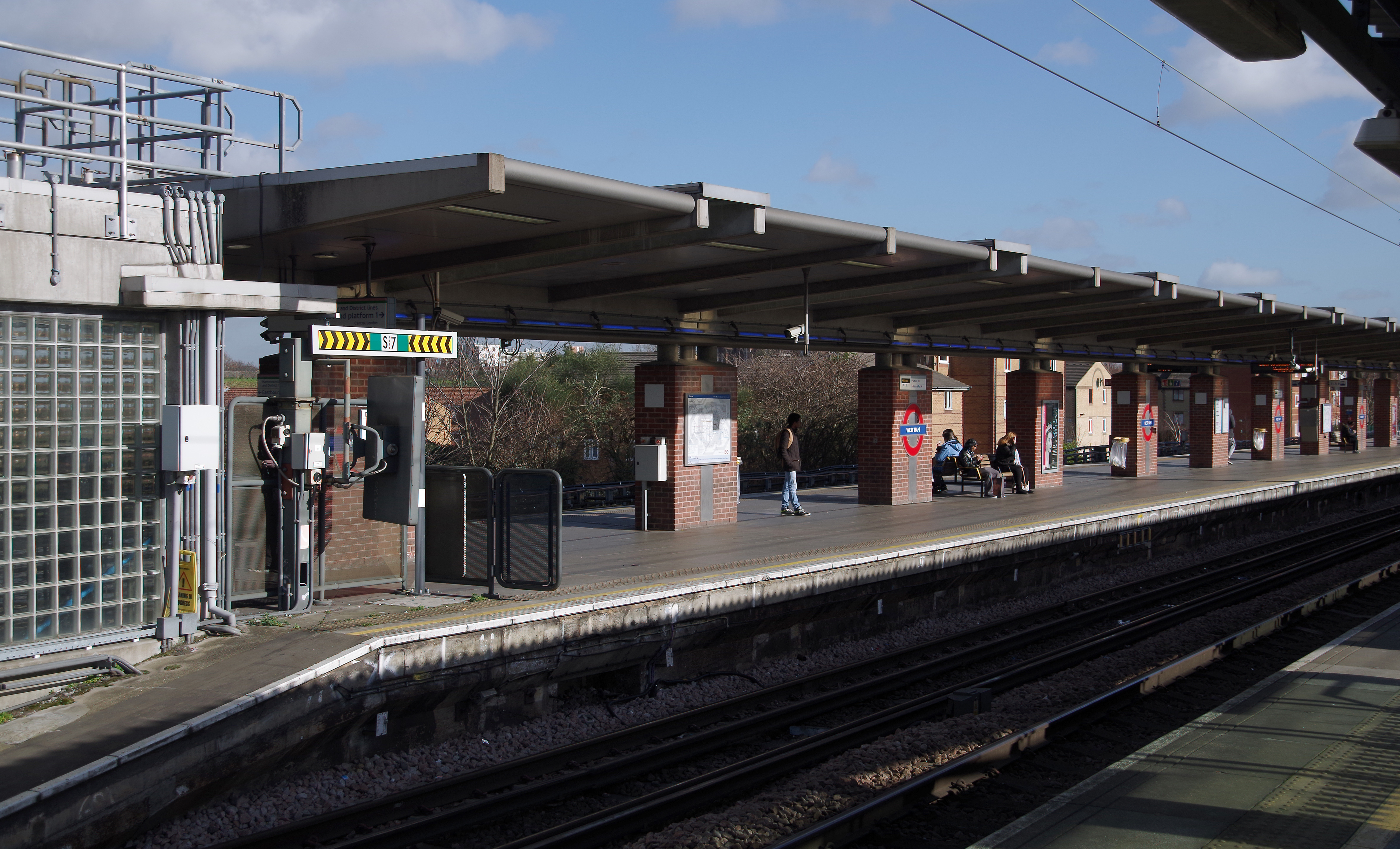
本站上層的倫敦地鐵區域線、漢默史密斯及城市線月台

### 東西走向鐵路
1854年4月13日，倫敦、提伯利及紹森德鐵路首階段通車。當時堡至巴金一段鐵路需要向北繞經斯特拉福德和森林門才能抵達巴金。1858年，另一條更直接、由西至東直接穿過伊斯特漢姆地區的平行鐵路通車。這條鐵路既縮短了堡至巴金的行車時間，亦於西端連接倫敦及布萊克沃爾鐵路。同年3月31日，平行鐵路上的貝門利站、普拉斯托站和東漢姆站啟用。本站雖然位置亦在該鐵路上，但鐵路公司當時未有興建本站的計劃。
1869年5月18日起，北倫敦鐵路公司開始每日開出一班列車，直通運轉至倫敦、提伯利及紹森德鐵路。此列車途經堡—貝門利連接線，並以普拉斯托站為總站。本站開通後，列車使用本站北側的月台。1905年，該列車改用本站南側的月台。1916年1月1日，北倫敦鐵路公司取消了該列車服務。
1897年，倫敦、提伯利及紹森德鐵路公司與區域鐵路公司共同擁有的白教堂及堡鐵路公司獲准興建白教堂至貝門利站以西一段鐵路，以連接倫敦、提伯利及紹森德鐵路和區域鐵路。同年11月，泰晤士鐵工造船公司的東主阿諾德·希爾斯（Arnold Hills）（其足球隊泰晤士鐵工足球會於1900年7月5日重組成韋斯咸足球會）與倫敦、提伯利及紹森德鐵路公司達成協議，讓鐵路公司於西漢姆莊園路（Manor Road）及紀念大道（Memorial Avenue）交界興建新車站。鐵路公司的董事會於1898年2月通過協議，本站的建造工程得以展開。由於白教堂及堡鐵路（同樣建造中）完成後，倫敦、提伯利及紹森德鐵路貝門利至東漢姆段將會四軌化，因此本站在規劃建造時就有四座月台。
本站於1900年5月完工，但於1901年2月1日才啟用。1902年6月2日，白教堂及堡鐵路通車，區域鐵路公司得以透過該鐵路將部分列車服務延伸至東漢姆站。本站自此有區域鐵路服務。
1903-05年，倫敦、提伯利及紹森德鐵路公司為貝門利至東漢姆站一段鐵路四軌化，並將其中兩軌電氣化。1905年9月，隨著區域鐵路全面電氣化，本站開始有電氣化列車服務。由於當時電氣化區間止於東漢姆站，區域鐵路列車東端總站是東漢姆站。1908年4月1日，隨著電氣化區間延伸至巴金，區域鐵路列車東端總站亦改至巴金站。
1912年倫敦、提伯利及紹森德鐵路公司被米德蘭鐵路公司收購。1923年1月1日，米德蘭鐵路公司與其他鐵路公司合併成倫敦、米德蘭和蘇格蘭鐵路公司。自此本站的城際列車服務改由倫敦、米德蘭和蘇格蘭鐵路公司提供。1924年2月11日，本站被更名為韋斯咸（莊園路）。
1933年7月1日，區域鐵路公司被公有化，其資產轉移至政府成立的倫敦客運委員會。倫敦客運委員會將區域鐵路改稱區域線，並為本站提供區域線服務。
為了緩解區域線白教堂以東路段的擁擠情況，倫敦客運委員會於1936年將部分大都會線直通東倫敦線（漢默史密斯—新十字/新十字門）的列車服務改為直通區域線（漢默史密斯—巴金） 。本站開始提供前往漢默史密斯的列車服務。1939年11月，大都會線漢默史密斯—巴金的列車服務縮短為漢默史密斯—白教堂，同時阿克斯橋—阿爾德門的列車服務延長為阿克斯橋—巴金。
由於運作問題，倫敦客運委員會於1941年將大都會線列車服務重新改為漢默史密斯—巴金及阿克斯橋—阿爾德門。本站重新提供前往漢默史密斯的列車服務。
1948年，倫敦、米德蘭和蘇格蘭鐵路公司被國有化，英國鐵路公司開始管理本站。本站的城際列車服務則改由英國鐵路公司東部分區提供。於1950年代早期，英國鐵路公司推出了一系列改善鐵路系統的計劃，計劃包括：
- 電氣化倫敦、提伯利及紹森德線，並更新信號系統
- 完全分離倫敦、提伯利及紹森德線及倫敦地鐵列車的運行軌道

以上計劃於1950年代後期至1960年代早期陸續實施。工程期間，本站的倫敦、提伯利及紹森德線側線及信號箱分別於1958及1961年被拆除。隨著鐵路電氣化，國鐵列車不再停靠霍恩徹奇、達格納姆東、貝肯翠、東漢姆、烏普頓公園、普拉斯托和貝門利各站。服務本站的區域線列車班次得以提升。
1969年本站改由倫敦地鐵管理，並於同年1月1日恢復舊名。1976年3月15日，愛爾蘭共和軍成員阿德里安·唐納利（Adrian Donelly）於一列大都會線列車的前排車卡設置炸彈。原先計劃中，炸彈會於繁忙時間、在列車進入利物浦街車站後爆炸，但當日當地時間下午4:45分、列車停靠於本站時，炸彈就提前爆炸，導致7名乘客受傷。阿德里安逃走時於車站槍擊了一名郵局工程師，以及試圖追捕他的列車司機朱利葉斯·史提芬（Julius Stephen），導致朱利葉斯當場死亡。
1990年7月30日，大都會線漢默史密斯至巴金的列車服務獲升格獨立成線，稱為漢默史密斯及城市線。本站亦因此成為漢默史密斯及城市線的車站。

### 南北走向鐵路
1846年4月29日，東縣及泰晤士交匯鐵路公司興建了一條南北走向、連接斯特拉福德和景寧鎮的鐵路。雖然該鐵路途經本站位置，但鐵路公司並未設置車站。
1979年，英國鐵路把北伍利奇至斯特拉福德的列車服務沿北倫敦線延伸至卡姆登路，並將服務取名為跨城連繫線（Crosstown Link Line）。為配合跨城連繫線開通，英國鐵路為本站增設南北向鐵路月台，讓本站成為跨城連繫線與倫敦地鐵區域線、大都會線的轉乘站。1997年3月7日，銀連開始營運北倫敦線列車服務，當時的營運路線為北伍利奇至列治文。為了把斯特拉特福站至北伍利奇站（包括本站上下行路段）一段鐵路改建為輕軌，供碼頭區輕便鐵路營運，銀連於2006年12月9日終止服務此段鐵路。2011年8月31日，碼頭區輕便鐵路斯特拉福德國際支線通車，本站輕軌站月台亦隨之啟用。

### 銀禧線延伸及後續發展

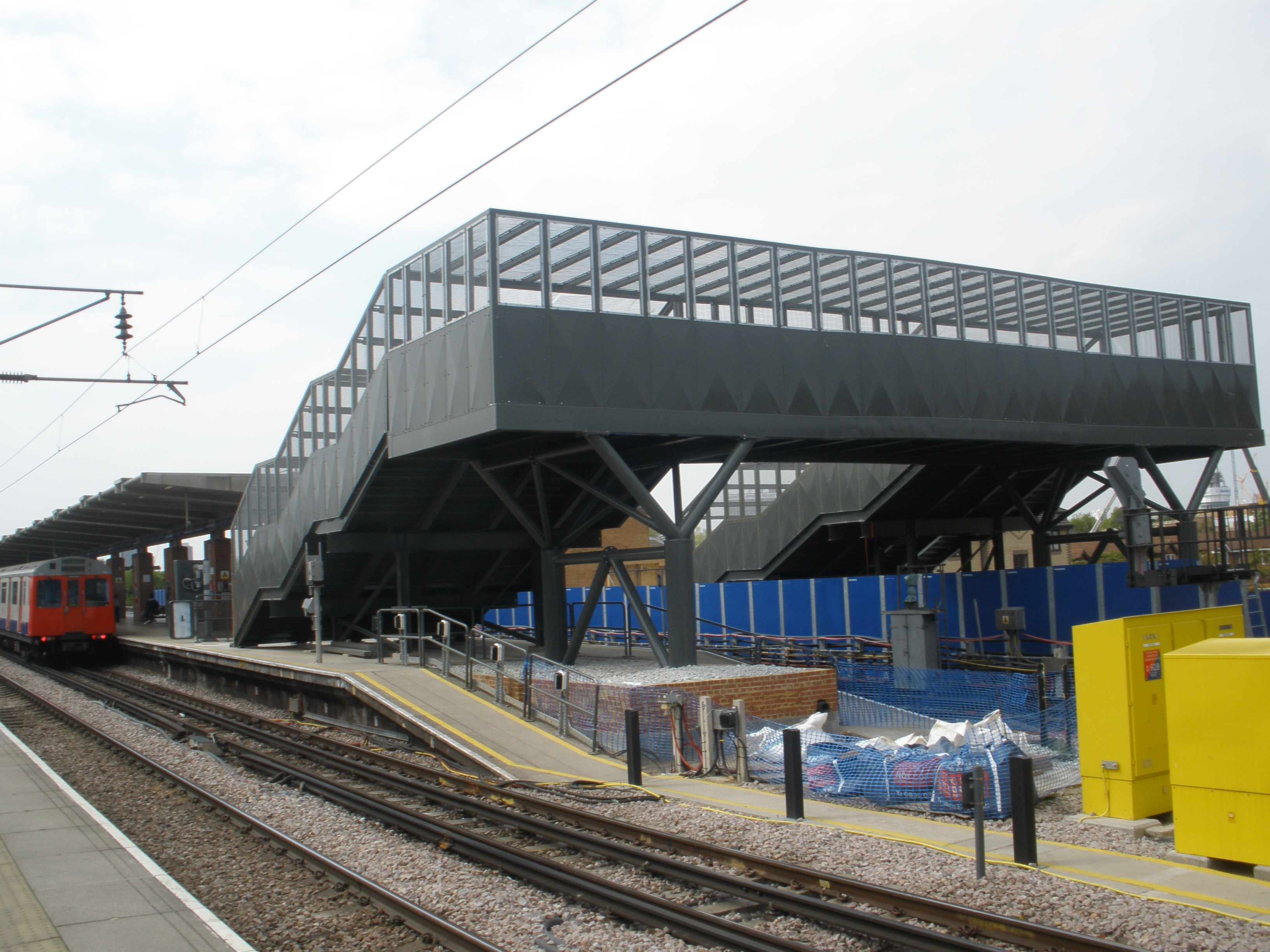
為奧運而臨時增設的行人天橋

為配合銀禧線延線，本站被大幅擴建和現代化，漢默史密斯及城市線及區域線的月台亦被重建。工程亦重新在本站興建供倫敦、提伯利及紹森德線使用的月台。1999年5月14日，本站銀禧線月台落成啟用，c2c亦於同日起為本站提供國鐵列車服務。
在橫貫鐵路工程中，白教堂站的月台和軌道需要大規模重建，當時位於該站、供區域線 / 漢默史密斯及城市線列車換向的側線亦被撤去。為了作出補償，工程人員於本站以東的一段區域線 / 漢默史密斯及城市線路軌增設了中央避車線，兩端均接駁東西行路軌。增設中央避車線的工程於2011年1月11日完成。
為了應付2012年夏季奧林匹克和帕拉林匹克運動會所帶來的新增客流，本站曾增設了一座臨時的行人天橋連接綠道（Greenway）步行徑和單車徑，使乘客出站後能夠直接沿綠道前往位於斯特拉福德的奧林匹克公園。2011年1月，工程人員開始在區域線月台的東端搭建該行人天橋。行人天橋只設有樓梯，通道上跨東行軌道，然後沿著月台北側向西鋪設到莊園路。乘客可經莊園路前往綠道。2012年夏季帕拉林匹克運動會結束後，行人天橋就於同年10月中被拆除。行人天橋的基座被留下，讓車站未來得以擴張時能夠被重用。

## 月台佈置
在本站上層，北側的島式月台（1、2號月台）供漢默史密斯及城市線及區域線的列車使用，南側的島式月台（7、8號月台）供 c2c 列車使用。在地面層，西側的島式月台（5、6號月台）是供銀禧線列車使用，東側的島式月台（3、4號站台）以前是北倫敦線月台，現在由碼頭區輕便鐵路的列車使用。

## 列車服務
平日非繁忙時段服務本站的列車班次每小時為：

### 倫敦地鐵
區域線：
- 6班 西行 往奇蒙
- 6班 西行 往伊靈大道
- 3班 西行 往溫布頓
- 12班 東行 往上敏斯特

漢默史密斯及城市線：
- 6班 西行 往漢默史密斯
- 6班 東行 往柏京

銀禧線：
- 16班 西行 往史丹摩
- 4班 西行 往溫布利公園
- 4班 西行 往威爾斯登綠地
- 24班 東行 往斯特拉福德

### 碼頭區輕便鐵路
- 6班 往斯特拉特福德國際
- 6班 往伍利奇兵工廠

### 英國國鐵（c2c）
目前c2c並沒有運行經珀弗利特至紹森德的列車。在繁忙時間，部分途經珀弗利特、格雷斯的東行列車會續駛至提伯利。
- - 8班 西行 往芬喬奇街（週末為6班）
  - 2班 東行 往格雷斯，經珀弗利特
  - 4班 東行 往舒伯里內斯，經上敏斯特和巴西爾登
  - 2班 東行 往紹森德中央，經上敏斯特、奧肯登和提伯利[20]

## 接駁交通
倫敦巴士276號途經本站。